# Las Planadas
Las Planadas är en ort i Mexiko.   Den ligger i kommunen Jitotol och delstaten Chiapas, i den sydöstra delen av landet, 700 km öster om huvudstaden Mexico City. Las Planadas ligger 1 733 meter över havet och antalet invånare är 207.
Terrängen runt Las Planadas är huvudsakligen kuperad, men norrut är den bergig. Runt Las Planadas är det ganska tätbefolkat, med 86 invånare per kvadratkilometer. Närmaste större samhälle är Simojovel de Allende, 11,8 km nordost om Las Planadas. I omgivningarna runt Las Planadas växer i huvudsak städsegrön lövskog.